# Сіпа (річка)
Сіпа — річка у Зельвенському й Мостівському районах, Гродненська область Білорусь. 
Ліва притока Щари (басейн Німану).

## Опис
Довжина річки 26 км, похил річки 1,7 м/км , площа басейну водозбору 147 км² . Формується безіменними струмками та загатами. Річище упродовж 9 км каналізоване.

## Розташування
Бере початок біля села Грабове. Тече переважно на північний схід через село Деречин, озеро Озерянське і на північний захід від села Піщанка впадає у річку Щару, ліву притоку Німану.